# Świątynia Salt Lake
Świątynia Salt Lake – największa i najważniejsza świątynia Kościoła Jezusa Chrystusa Świętych w Dniach Ostatnich, powstała w latach 1853–1893. Od pierwszych robót przy fundamentach w 1853 roku do zakończenia budowy minęło 40 lat. Została poświęcona 6 kwietnia 1893.
Świątynia została zbudowana z granitu, który wydobywano z kamieniołomu położonego 32 km od miasta, transportowano go na wozach zaprzężonych w woły. Reprezentuje ona styl neogotycki z niewieloma ozdobami i 6 iglicami. Świątynię zaprojektował Truman O. Angell.

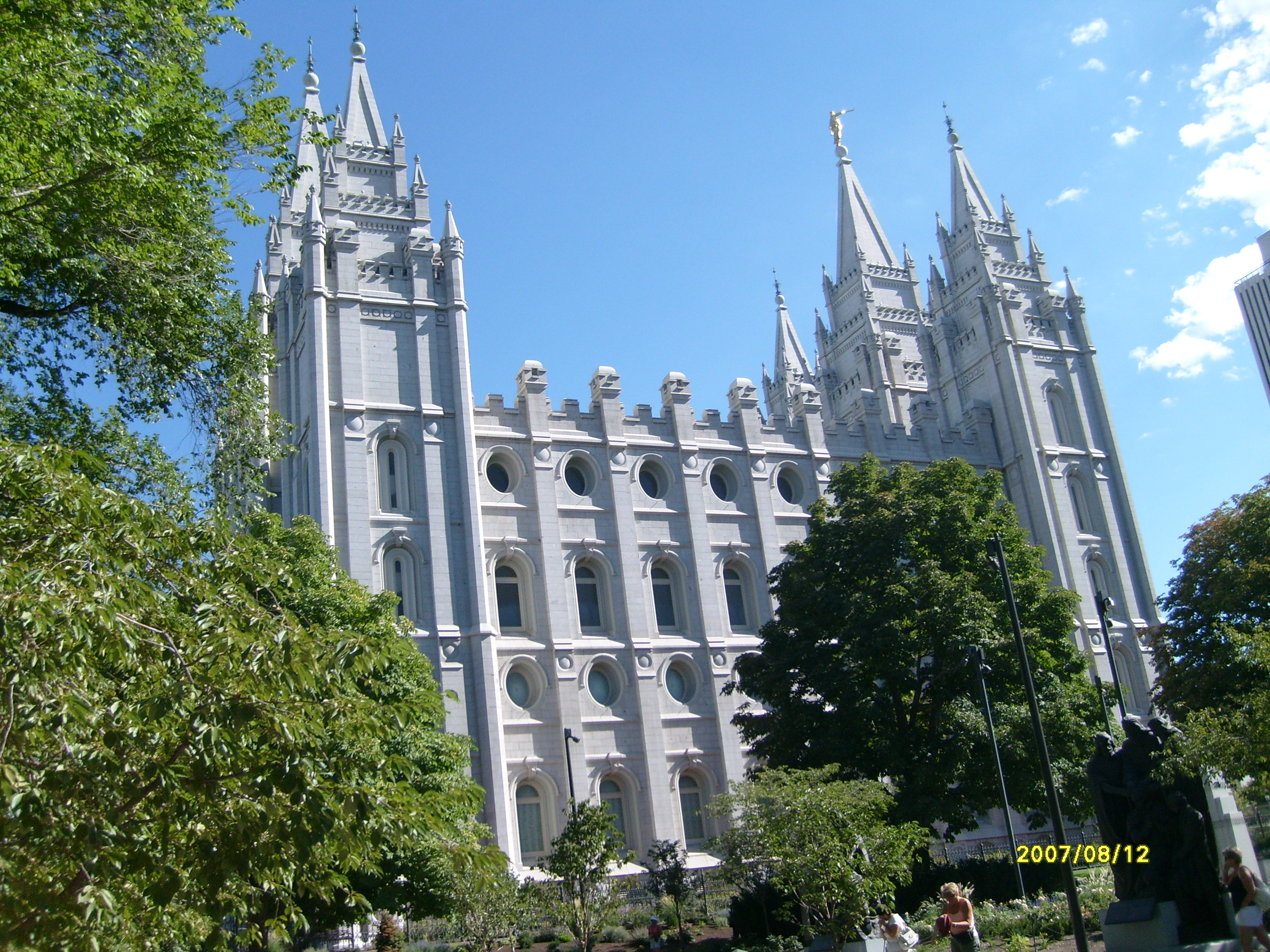
Świątynia Salt Lake City

## Budowa i wnętrze Świątyni
Mury świątyni są 5-metrowej grubości przy podstawie, ma 57 m długości i 36 m szerokości, zaś jej dwie najwyższe iglice wznoszą się na 64 m. Na jednej z nich znajduje się posąg anioła Moroniego, który miał objawić się Josephowi Smithowi, założycielowi mormonów, wraz z dwiema tabliczkami z Księgą Mormona. Posąg ze złocistej miedzi ma 3,8 m wysokości (według mormonów anioł podnosi trąbę do góry aby obwieścić drugie nadejście Chrystusa); wykonany został przez rzeźbiarza Cyrusa Dallina.
Świątynia jest otwarta wyłącznie dla mormonów. Wewnątrz znajduje się szereg reprezentacyjnych pomieszczeń (tzw. Sal Obrzędowych, Ordinance rooms), w których odbywają się kilkuetapowe ceremonie "obdarowania" (endowment, sale: Creation, Garden, Telestial, Terrestrial, Celestial), "obmywania i namaszczenia" (washing and anointing) oraz "pieczętowania" (sealing), czyli np. zawieranie małżeństw "na wieczność" ("małżeństwo niebiańskie", celestial marriage), nie tylko osób żyjących, ale również zmarłych.

## Okolice Świątyni
Na placu Temple Square naprzeciwko frontu Świątyni znajduje się Salt Lake Tabernacle, sala kongresowa i koncertowa z dachem w kształcie żółwia. Dach przykrywa salę o długości 76 m i szerokości 46 m; najprawdopodobniej został on zaprojektowany przez Brighama Younga, w taki sposób, aby sala zgromadzeń mogła pomieścić 7 tys. osób, zaś kolumny nie zasłaniały nikomu widoku. Aby poprawić akustykę, nad salą wzniesiono drewnianą konstrukcję wspartą na kamiennych kolumnach z przymocowanymi do nich drewnianymi kołkami i kawałkami surowej skóry bydlęcej. Całość zrobiona jest z drewna sosnowego, pomalowana w taki sposób, aby imitowało ono różne materiały, np. balkon wygląda tak, jakby wykonany był z marmuru. We wnętrzu znajdują się organy. W niedziele przy akompaniamencie organów można usłyszeć chór mormoński złożony z ponad 300 osób. 
Na placu po przeciwnej stronie Sali Zgromadzeń (Salt Lake Assembly Hall), która jest mniejszym granitowym domem modlitwy znajduje się Pomnik Mewy (Seagull Monument), który upamiętnia ptaki, które pojawiły się, ratując zbiory pierwszych osadników przed świerszczami. Osadnicy uznali, że było to działanie Boga; upamiętnili tę historię na brązowych płaskorzeźbach na postumencie pomnika z dwiema mewami. Pomnik pochodzi z 1913 roku i jest dziełem wnuka Brighama Younga – Mahonriego Younga.

## Galeria

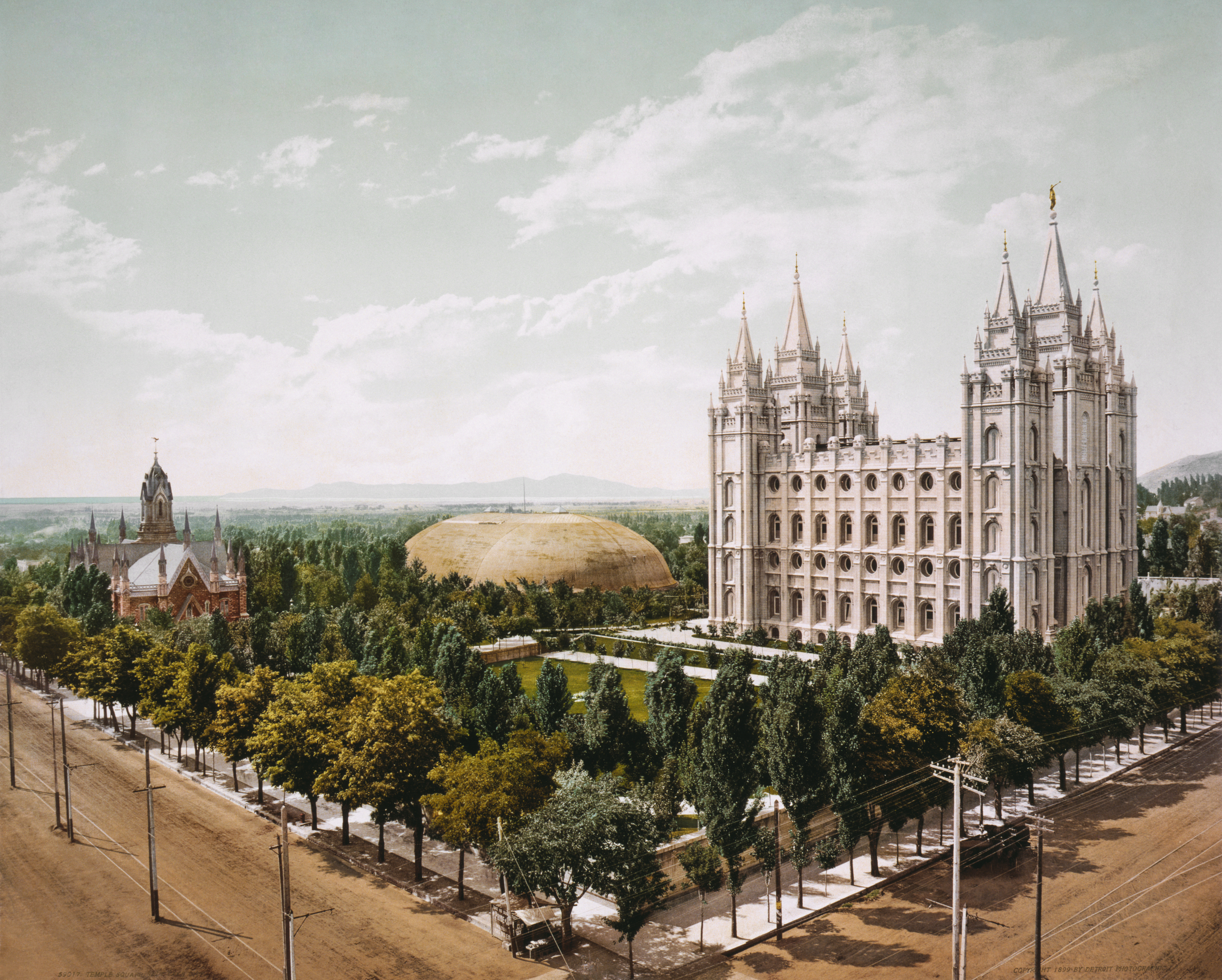
Budynki na Temple Square: na prawo Świątynia, pośrodku Tabernacle, z lewej Assembly Hall
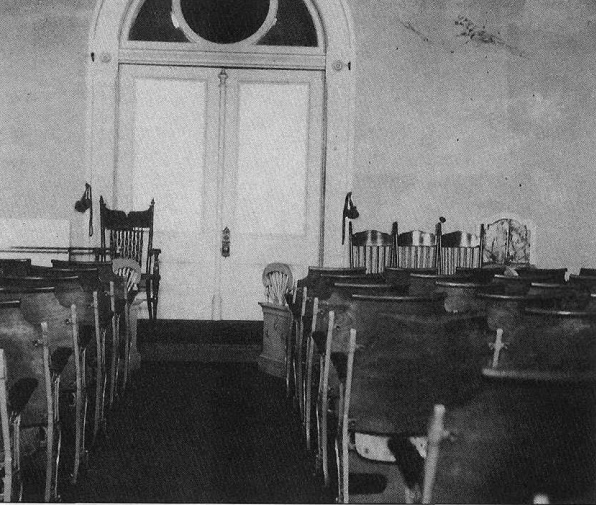
wewnątrz Świątyni: Creation Room
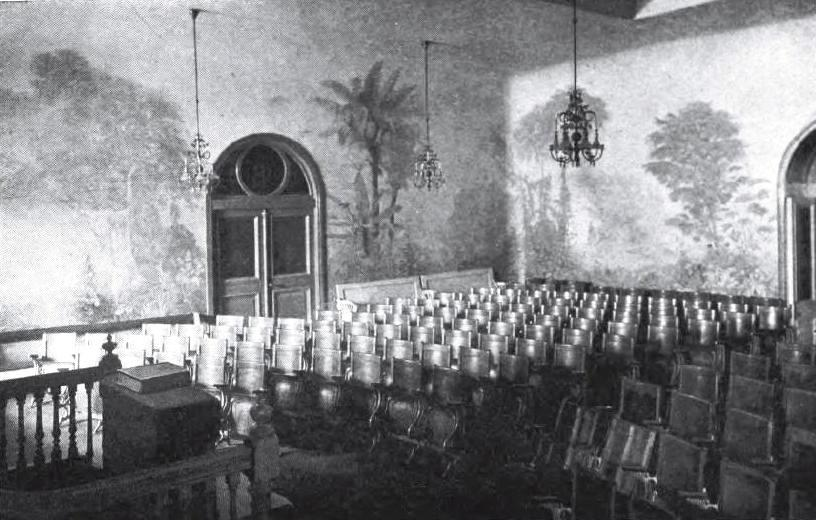
Garden Room
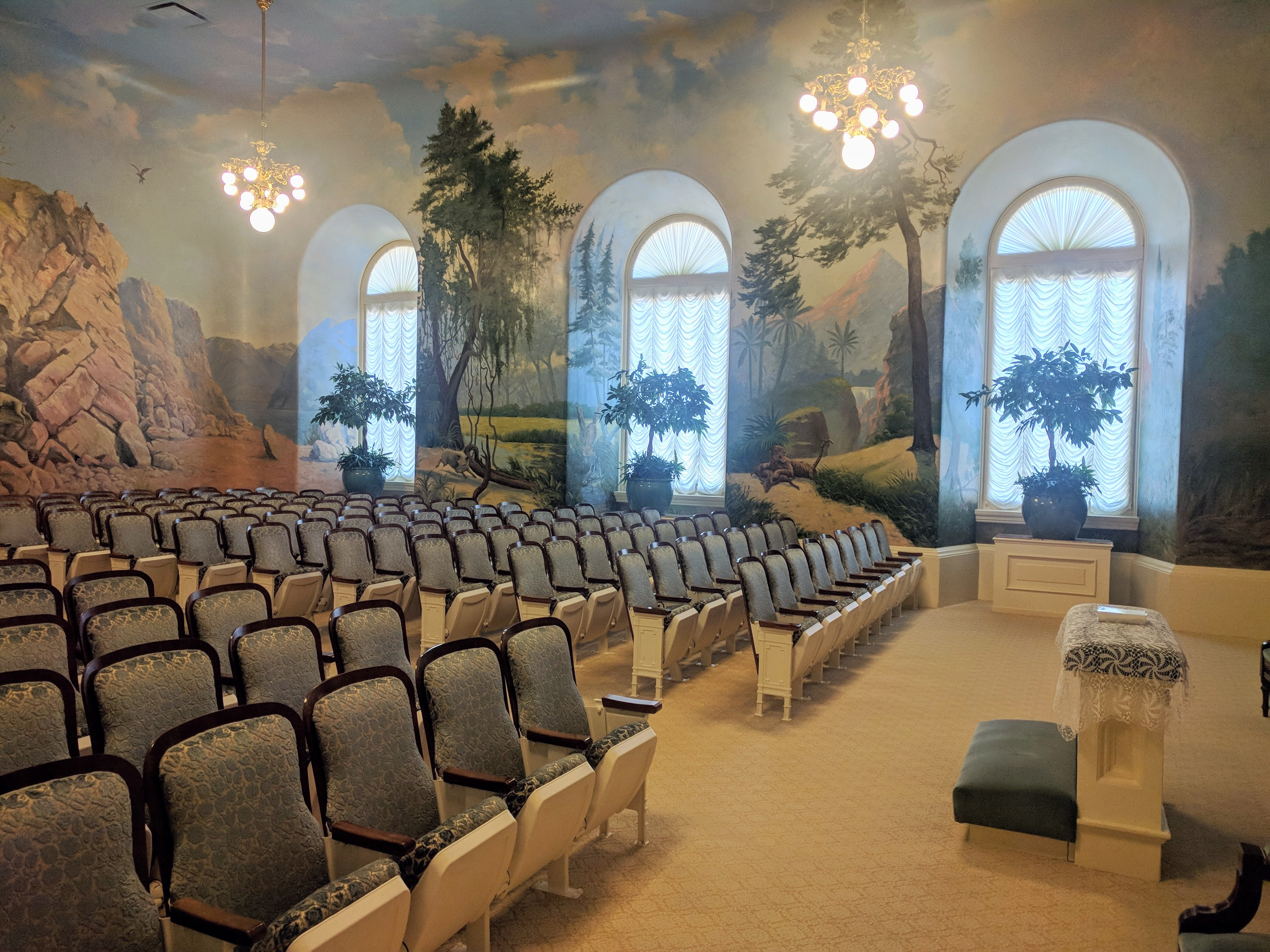
Telestial Room
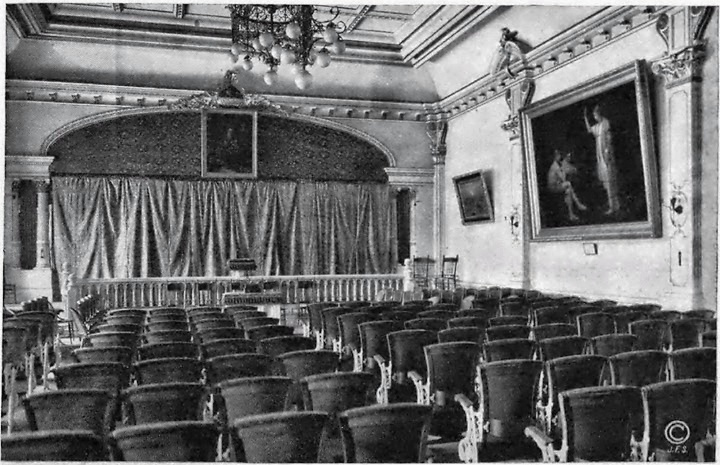
Terrestrial Room
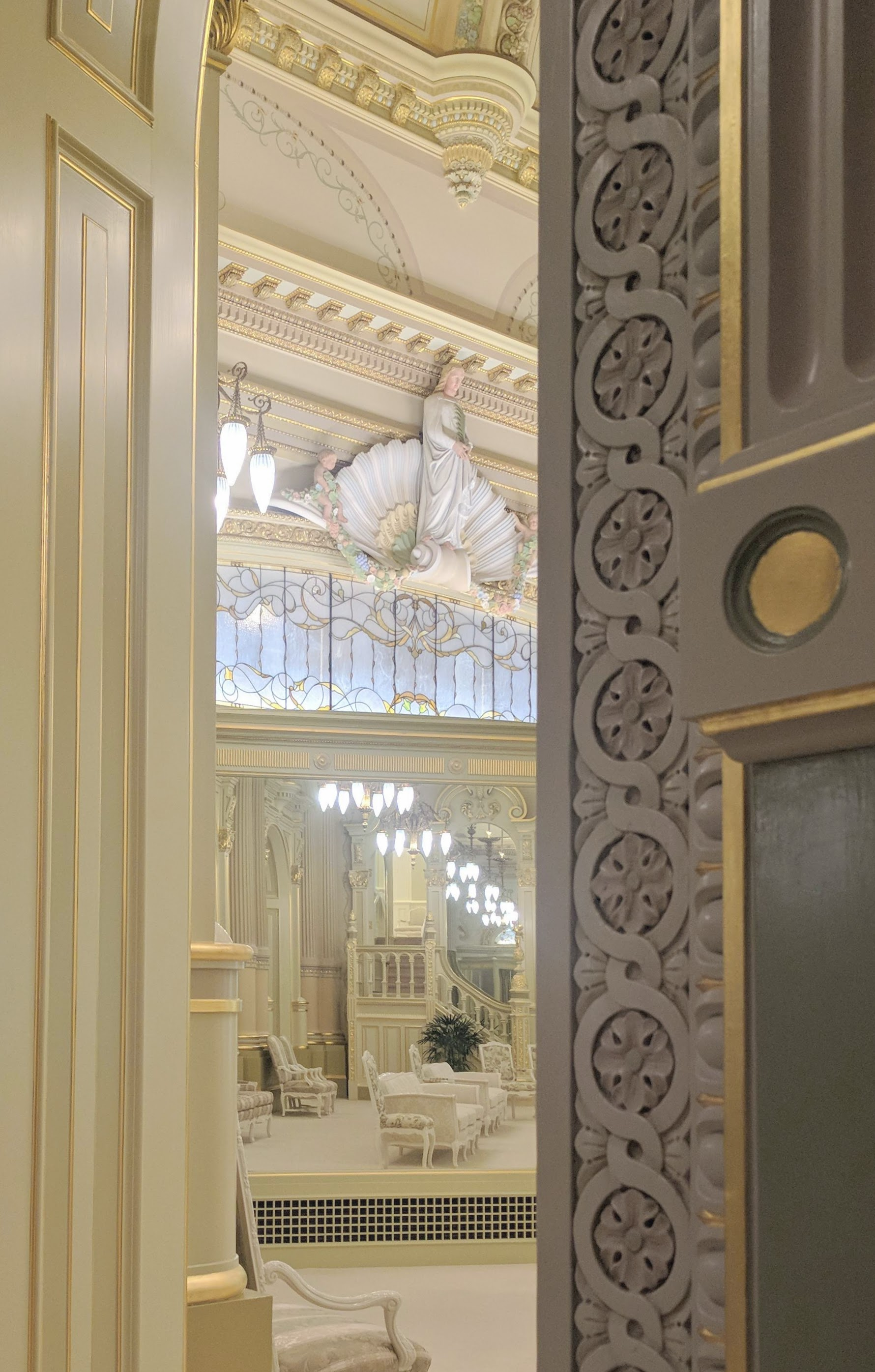
Celestial Room
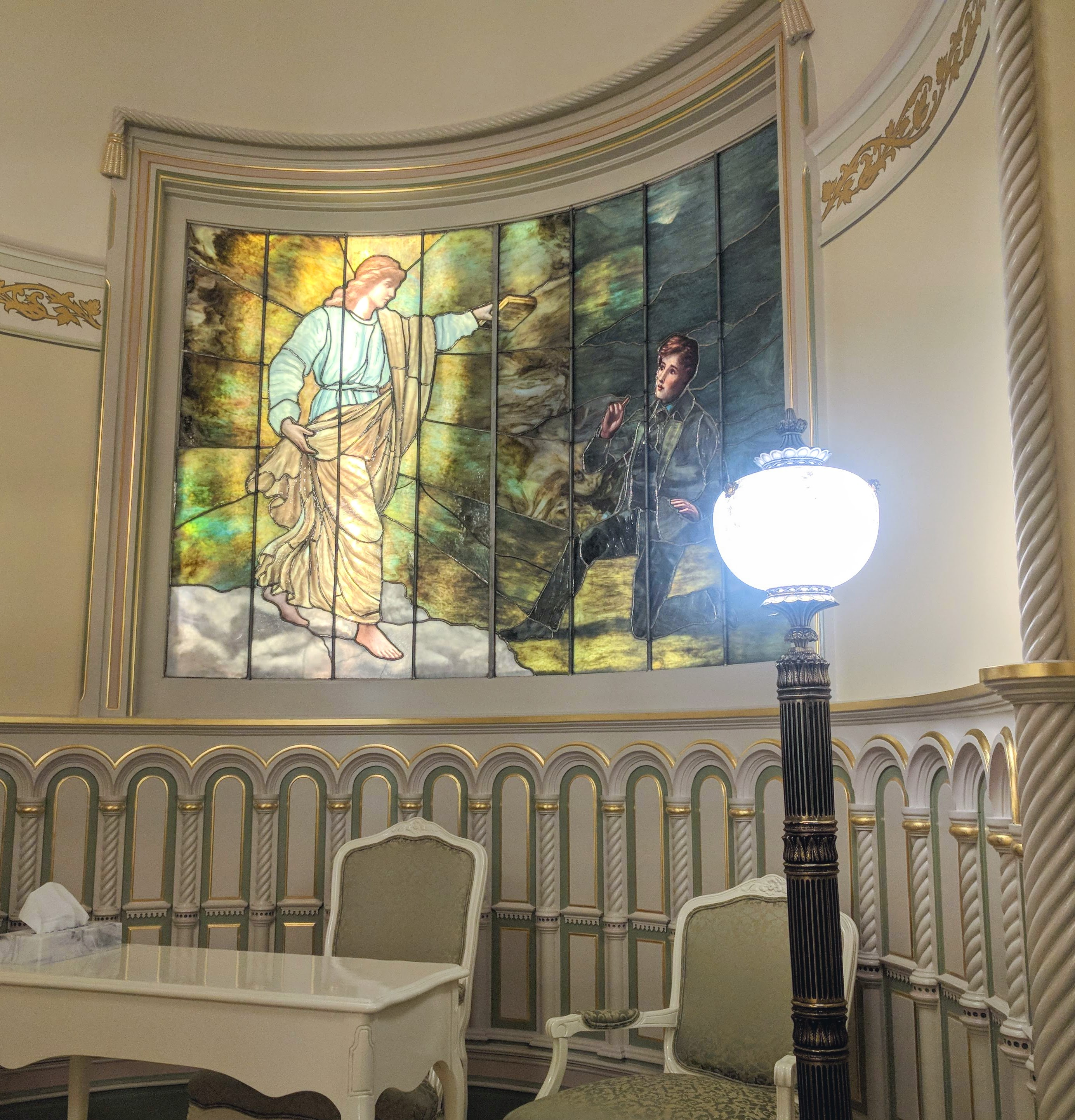
Witraż w Sealing Room
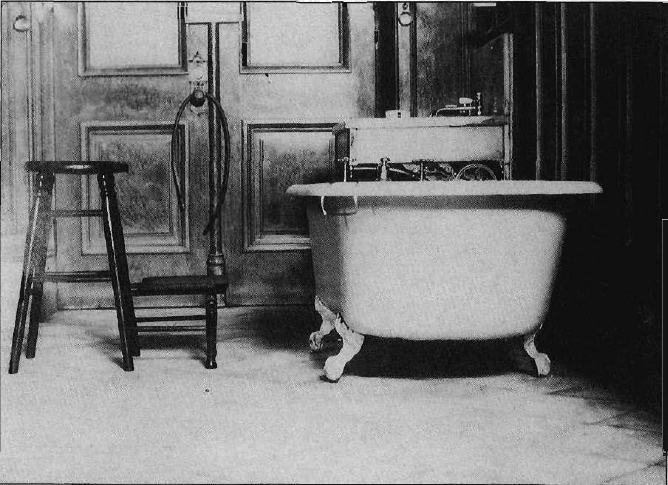
Wanna do ceremonii obmywania i namaszczenia
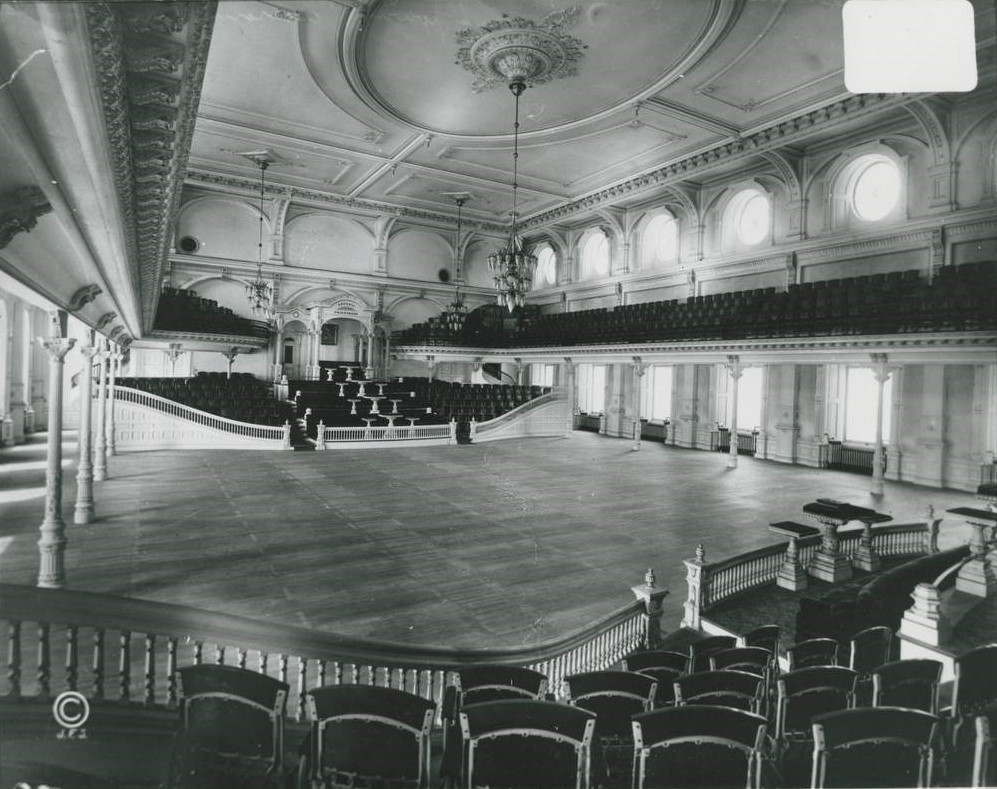
Sala zebrań
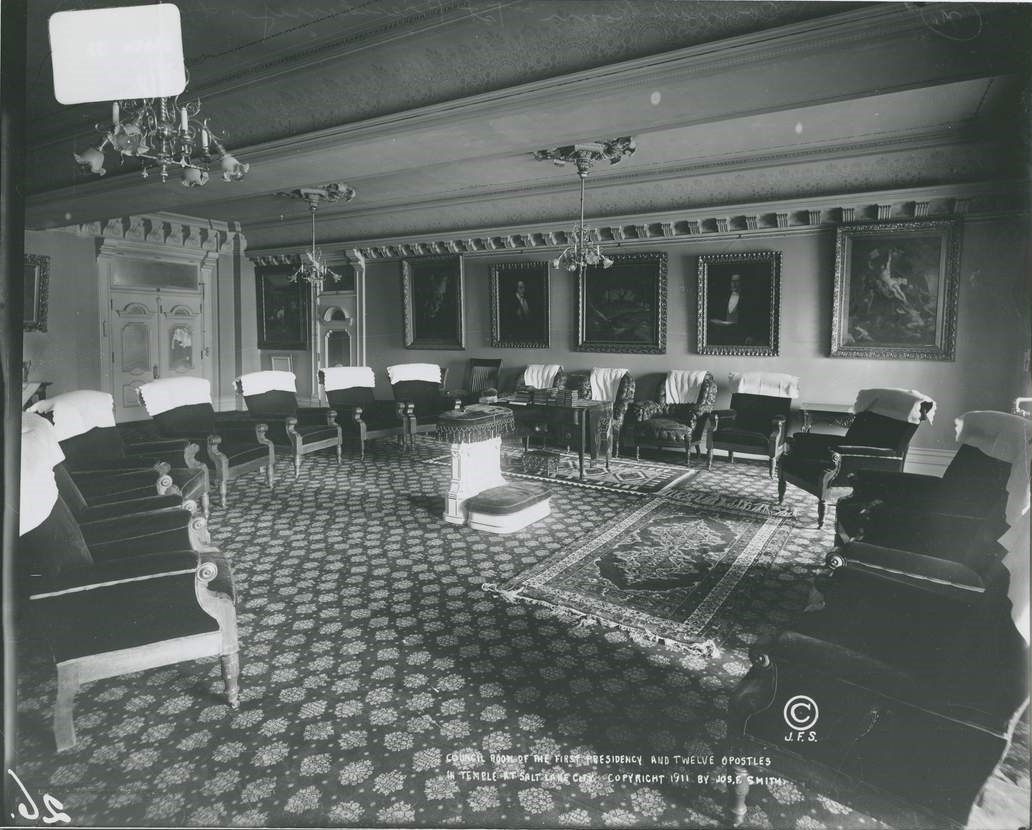
Sala Zebrań 12 Apostołów
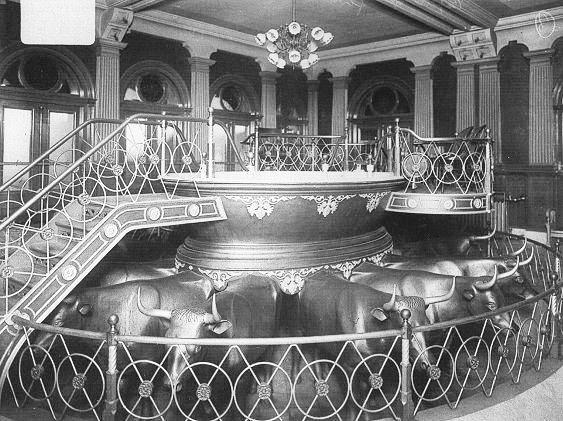
Basen chrzcielny dla chrzczenia zmarłych
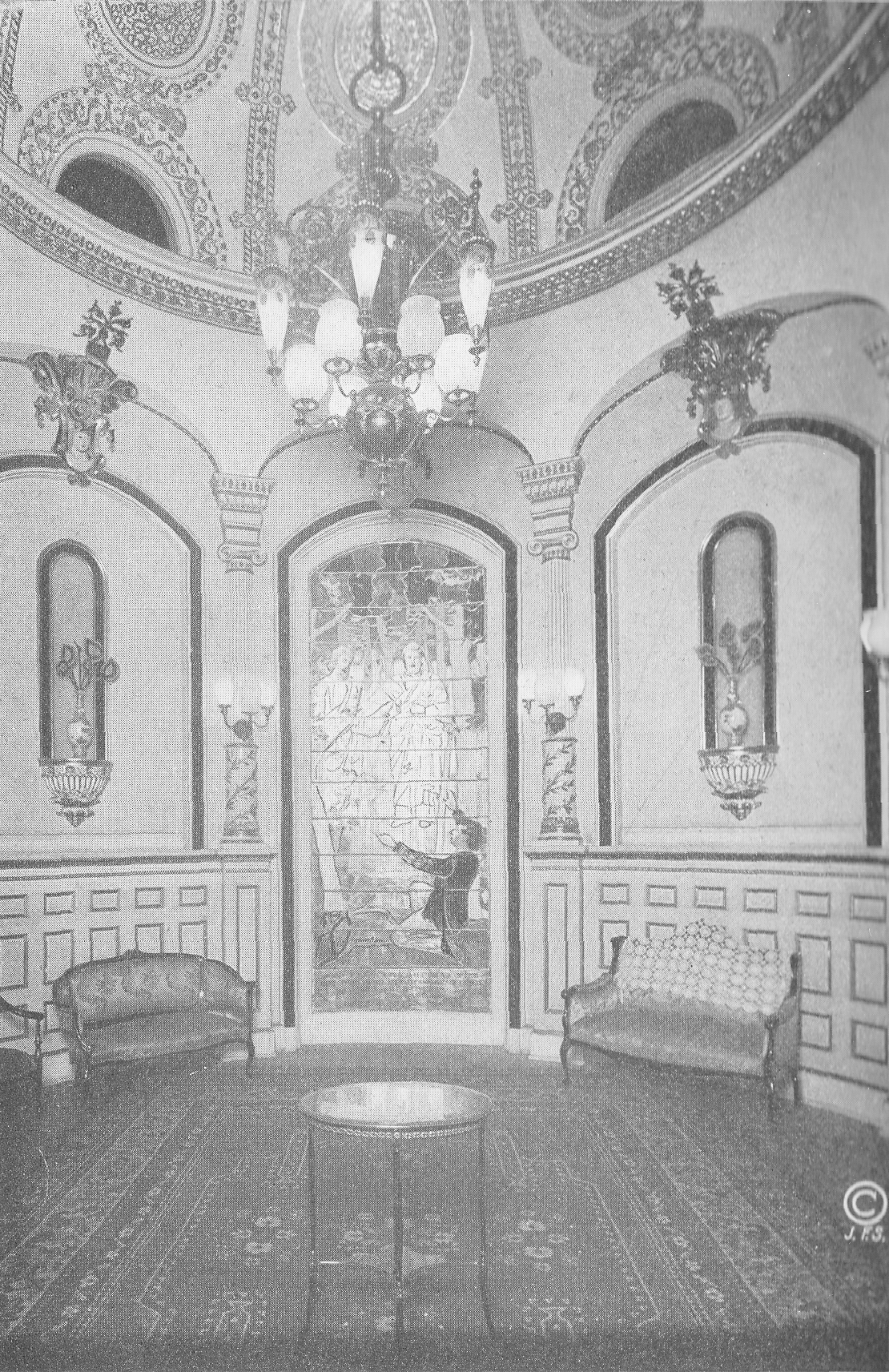
"Święte świętych" (The Holy of Holies)
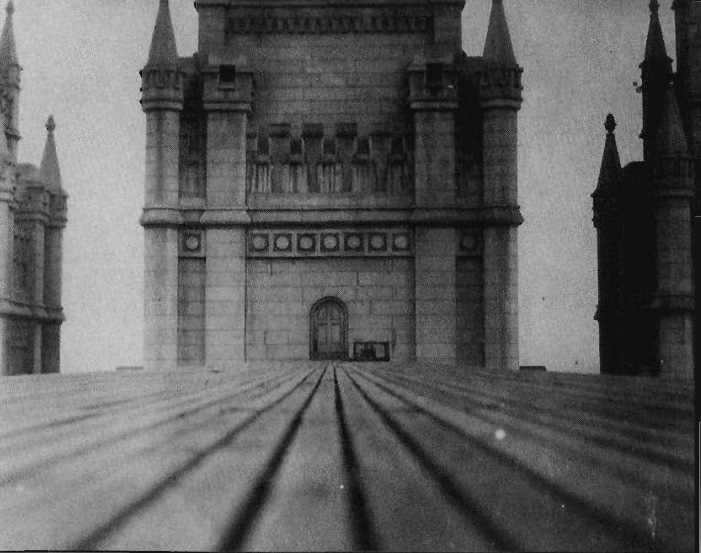
Dach Świątyni
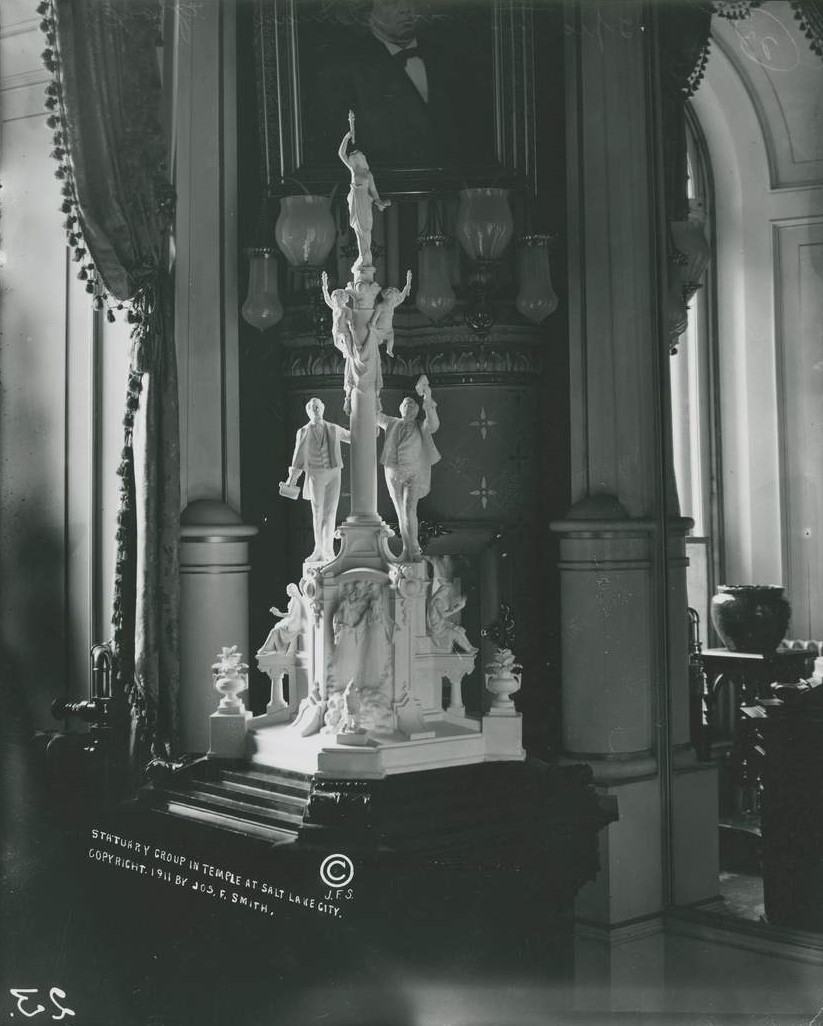
Rzeźby w Celestial room
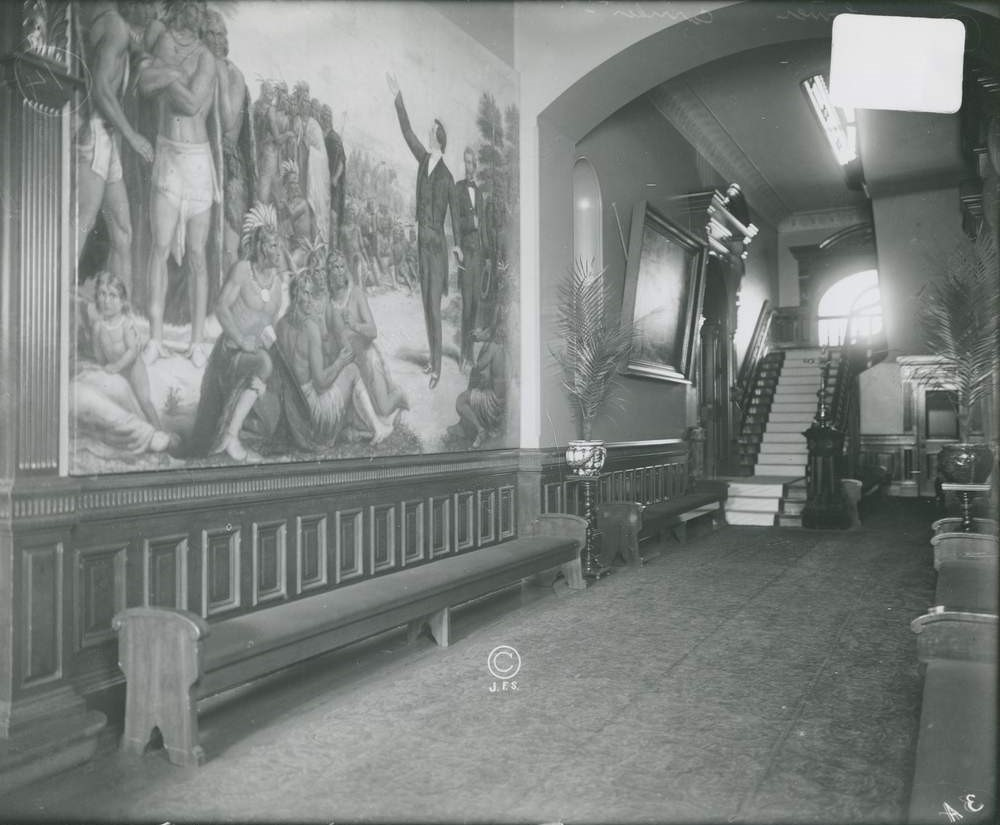
Korytarz
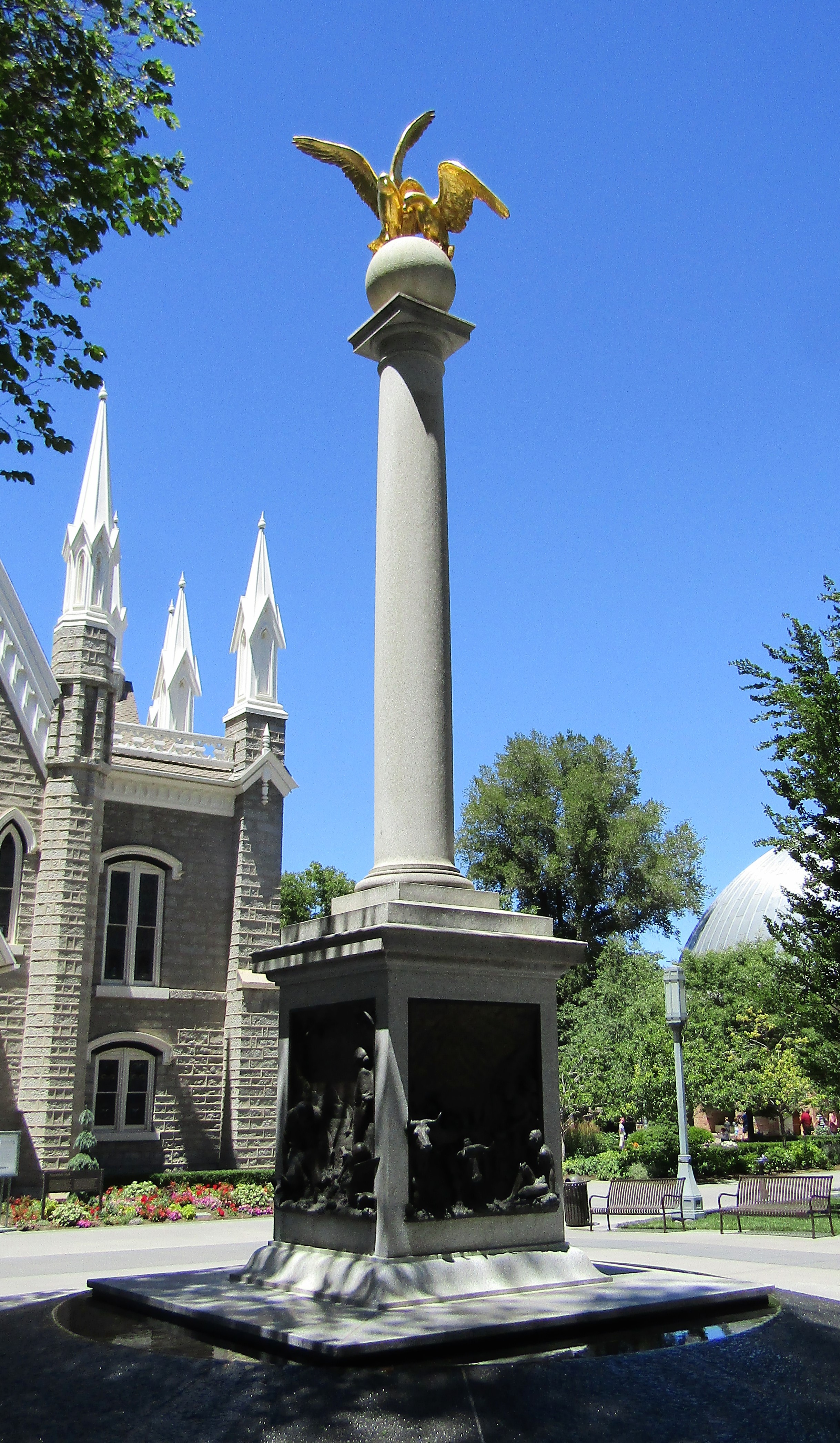
Pomnik Mewy